# Кінсбург (Іллінойс)
Кінсбург (англ. Keensburg) — селище (англ. village) в США, в окрузі Вабаш штату Іллінойс. Населення — 174 особи (2020).

## Географія
Кінсбург розташований за координатами 38°21′6″ пн. ш. 87°52′6″ зх. д. / 38.35167° пн. ш. 87.86833° зх. д. (38.351739, -87.868300).  За даними Бюро перепису населення США в 2010 році селище мало площу 0,66 км², уся площа — суходіл.

## Демографія
Згідно з переписом 2010 року, у селищі мешкало 210 осіб у 91 домогосподарстві у складі 64 родин. Густота населення становила 317 осіб/км².  Було 102 помешкання (154/км²).
Расовий склад населення:
| - 95,7 % — білих - 2,4 % — корінних американців |

До двох чи більше рас належало 1,9 %. Частка іспаномовних становила 0,5 % від усіх жителів.
За віковим діапазоном населення розподілялося таким чином: 21,0 % — особи молодші 18 років, 63,8 % — особи у віці 18—64 років, 15,2 % — особи у віці 65 років та старші. Медіана віку мешканця становила 43,5 року. На 100 осіб жіночої статі у селищі припадало 110,0 чоловіків;  на 100 жінок у віці від 18 років та старших — 97,6 чоловіків також старших 18 років.
Середній дохід на одне домашнє господарство  становив 53 933 долари США (медіана — 43 906), а середній дохід на одну сім'ю — 63 515 доларів (медіана — 52 708). За межею бідності перебувало 13,8 % осіб, у тому числі 21,4 % дітей у віці до 18 років та 22,2 % осіб у віці 65 років та старших.
Цивільне працевлаштоване населення становило 81 осіб. Основні галузі зайнятості: виробництво — 43,2 %, сільське господарство, лісництво, риболовля — 16,0 %, освіта, охорона здоров'я та соціальна допомога — 12,3 %, роздрібна торгівля — 11,1 %.